# Rho-Guaninnukleotid-Austauschfaktor 2
Der Rho-Guaninnukleotid-Austauschfaktor 2 ist ein Protein, das durch das Gen ARHGEF2 kodiert wird. Es spielt eine wichtige Rolle bei vielen zellulären Prozessen, die durch extrazelluläre Reize über G-Protein-gekoppelte Rezeptoren angestoßen werden. Das Protein aktiviert die Rho-GTPase, indem es den Austausch von GDP für GTP unterstützt. Es interagiert mit PAK1.